# Campeonato Mundial de Ciclismo em Pista de 1970
O Campeonato Mundial UCI de Ciclismo em Pista de 1970 foi realizado na cidade de Antuérpia, na  Inglaterra entre os dias 6 e 12 agosto. Foram disputadas onze eventos, 9 para os homens (3 para os profissionais, 6 para amadores) e 2 para mulheres.

## Sumário de medalhas

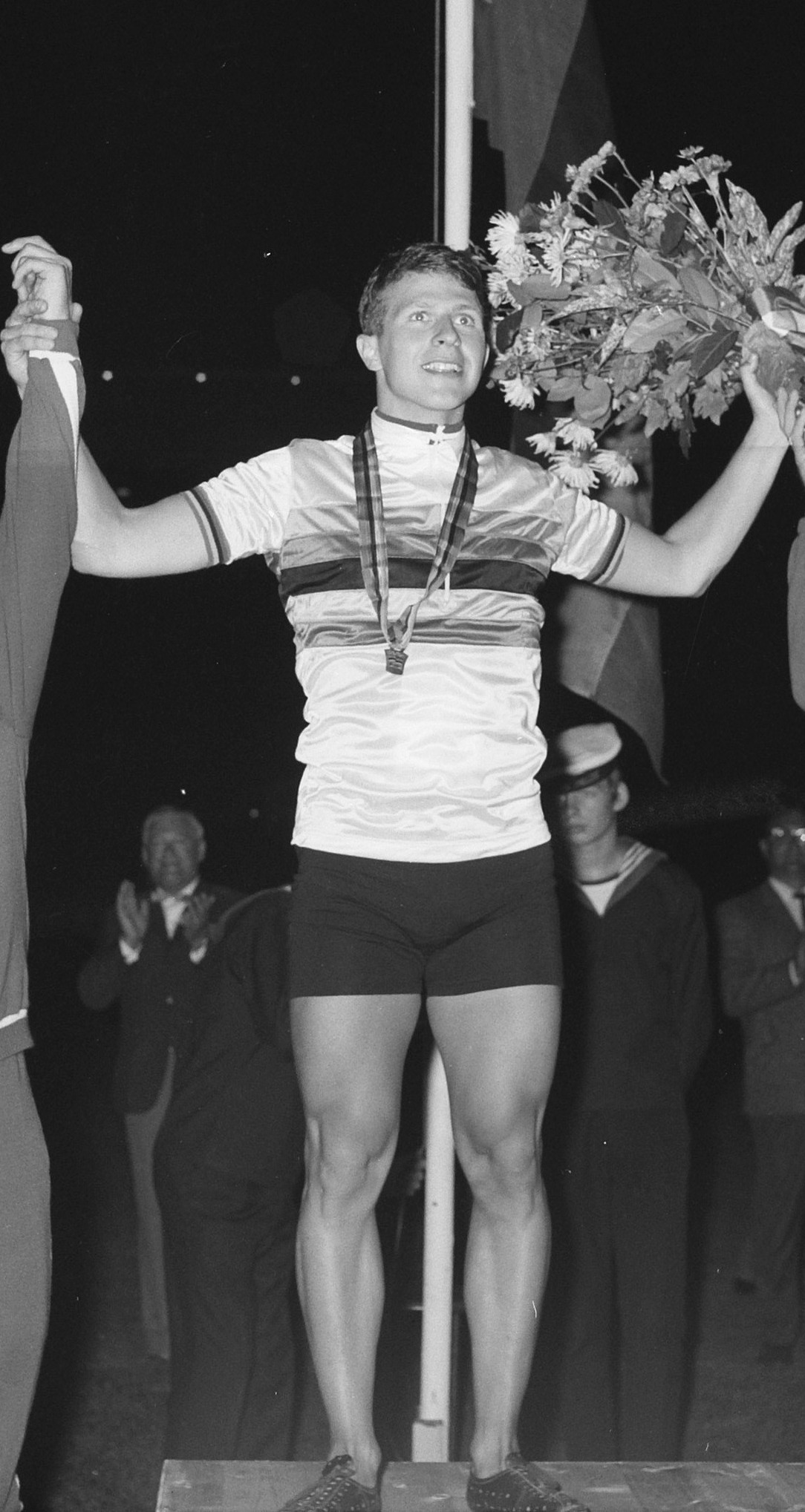
Niels Fredborg ciclista amador da Dinamarca vencedor da prova de 1 quilômetro contra o relógio.

| Eventos profissionais masculinos |                                                                                    |                                                                                         |                                                                                             |
| Velocidade individual            | Gordon Johnson · Austrália                                                         | Sante Gaiardoni · Itália                                                                | Leijn Loevesijn · Países Baixos                                                             |
| Perseguição individual           | Hugh Porter · Reino Unido                                                          | Lorenzo Bosisio · Itália                                                                | Charly Grosskost · França                                                                   |
| Motor-paced                      | Ehrenfried Rudolph · Alemanha Ocidental                                            | Theo Verschueren · Bélgica                                                              | Piet de Wit · Países Baixos                                                                 |
| Eventos amadores masculinos      |                                                                                    |                                                                                         |                                                                                             |
| Quilômetro contra o relógio      | Niels Fredborg · Dinamarca                                                         | Harry Kent · Nova Zelândia                                                              | Anton Tkáč · Tchecoslováquia                                                                |
| Velocidade individual            | Daniel Morelon · França                                                            | Peder Pedersen · Dinamarca                                                              | Gérard Quintyn · França                                                                     |
| Perseguição individual           | Xaver Kurmann · Suíça                                                              | Ian Hallam · Reino Unido                                                                | Viktor Bykov · União Soviética                                                              |
| Perseguição por equipe           | Alemanha Ocidental · Günter Haritz · Peter Vonhof · Hans Lutz · Günther Schumacher | Alemanha Oriental · Thomas Huschke · Heinz Richter · Herbert Richter · Manfred Ulbricht | União Soviética · Stanislav Moskvin · Vladimir Kuznetzov · Viktor Bykov · Vladimir Semenets |
| Motor-paced                      | Cees Stam · Países Baixos                                                          | Horst Gnas · Alemanha Ocidental                                                         | Antonio Cerda · Espanha                                                                     |
| Tandem                           | Alemanha Ocidental · Jürgen Barth · Rainer Muller                                  | Alemanha Oriental · Hans-Jürgen Geschke · Werner Otto                                   | França · Gérard Quintyn · Daniel Morelon                                                    |
| Eventos femininos                |                                                                                    |                                                                                         |                                                                                             |
| Velocidade individual            | Galina Tsareva · União Soviética                                                   | Galina Ermolaeva · União Soviética                                                      | Valentina Savina · União Soviética                                                          |
| Perseguição individual           | Tamara Garkuchina · União Soviética                                                | Raisa Obodovskaya · União Soviética                                                     | Beryl Burton · Reino Unido                                                                  |

## Quadro de medalhas

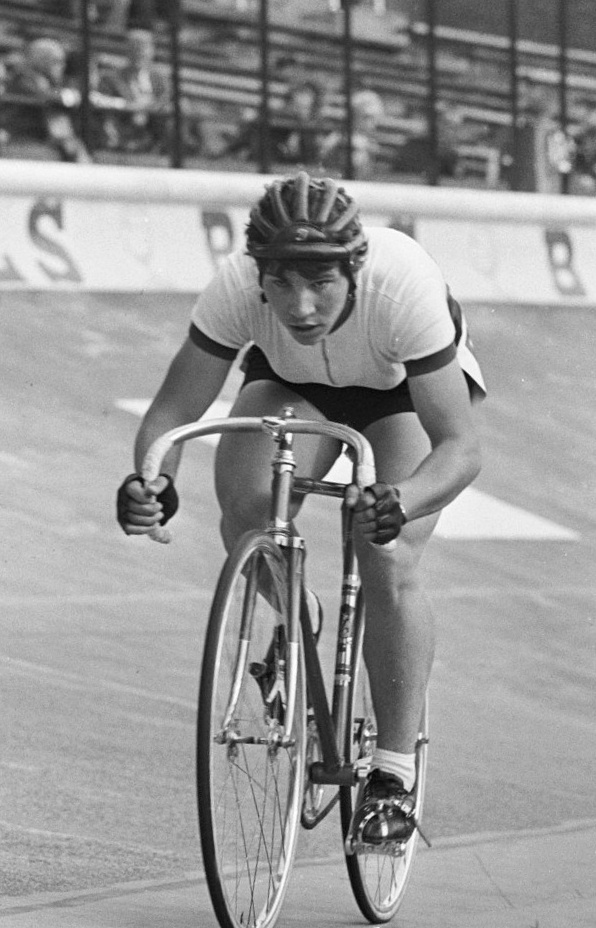
Tamara Garkushina ciclista da União Soviética vencedora da prova feminina de perseguição individual.

| Ordem | País                | Medalha de ouro | Medalha de prata | Medalha de bronze | Total |
| ----- | ------------------- | --------------- | ---------------- | ----------------- | ----- |
| 1     | União Soviética     | 2               | 2                | 3                 | 7     |
| 2     | Alemanha Ocidental  | 3               | 1                | 0                 | 4     |
| 3     | Predefinição:UK-GBR | 1               | 1                | 1                 | 3     |
| 4     | Dinamarca           | 1               | 1                | 0                 | 2     |
| 5     | França              | 1               | 0                | 3                 | 4     |
| 6     | Países Baixos       | 1               | 0                | 2                 | 3     |
| 7     | Austrália           | 1               | 0                | 0                 | 1     |
| -     | Suíça               | 1               | 0                | 0                 | 1     |
| 9     | Alemanha Oriental   | 0               | 2                | 0                 | 2     |
| -     | Itália              | 0               | 2                | 0                 | 2     |
| 11    | Bélgica             | 0               | 1                | 0                 | 1     |
| -     | Nova Zelândia       | 0               | 1                | 0                 | 1     |
| 13    | Espanha             | 0               | 0                | 1                 | 1     |
| -     | Tchecoslováquia     | 0               | 0                | 1                 | 1     |